# Chapitre de chanoines
Pour les articles homonymes, voir Chapitre.

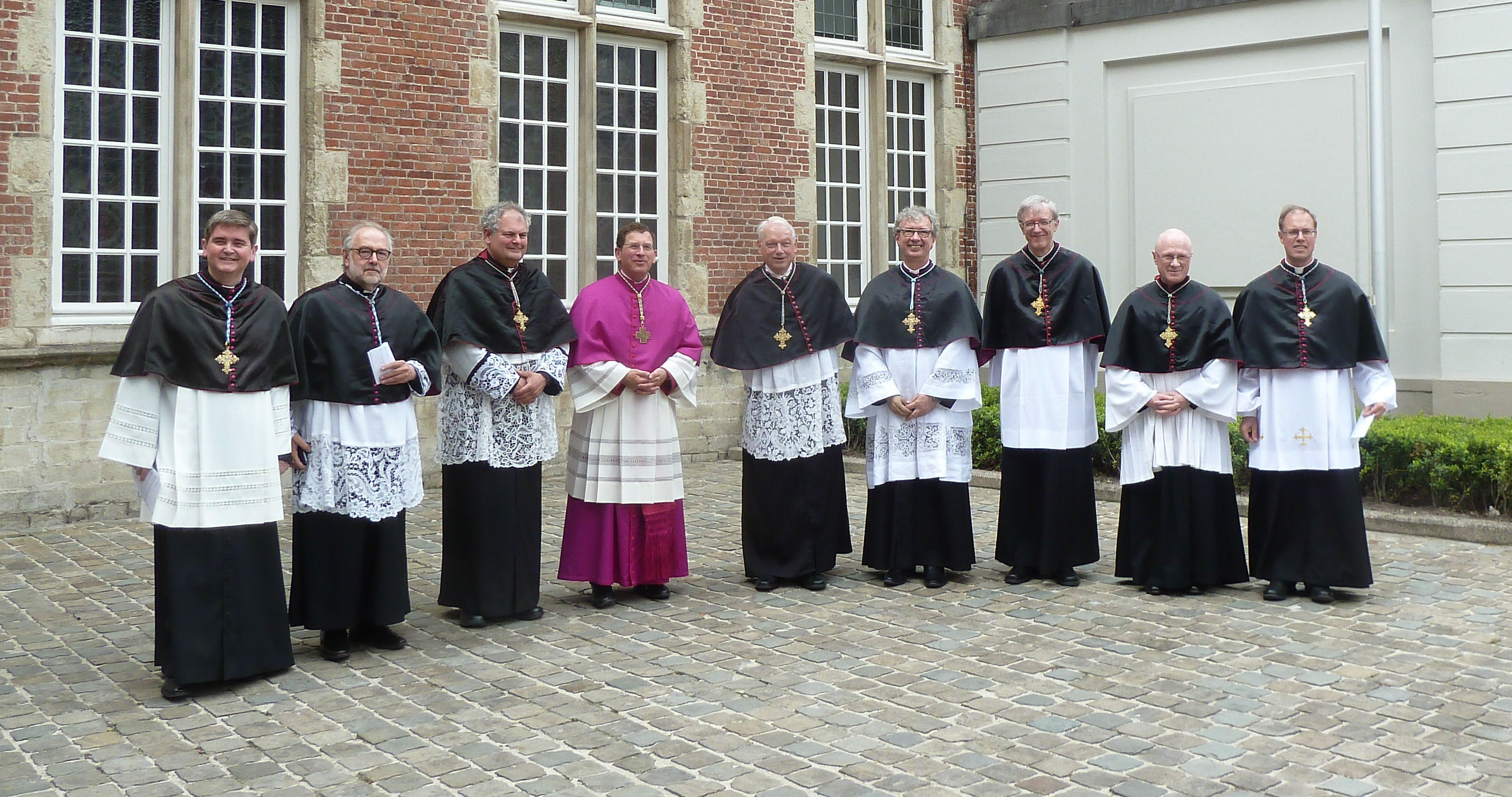
Chapitre de Bruges.

Dans les traditions catholique et anglicane, un chapitre de chanoines est un collège de clercs appelés chanoines, attachés à une église cathédrale ou collégiale. 
Leur mission est d'une part d'assurer collectivement le chant de l'office divin aux heures canoniales de la journée et d'être le conseil du curé ou de l'évêque, d'autre part d'accomplir individuellement une fonction attachée à leur canonicat comme la liturgie, les écoles, la construction ou l'entretien des bâtiments, le secours des pauvres, l'administration des biens de la paroisse, la conservation des manuscrits, la défense militaire, etc. 
La plupart des chapitres réguliers suivent la règle de saint Augustin. Les chanoines des chapitres séculiers sont quant à eux des membres du clergé séculiers, vivant chacun dans une maison canoniale attachée à leur canonicat et située soit dans le cloître de l'église, soit en dehors.
L'institution canoniale, qui remonte au début du IXe siècle, est plus fréquente en Europe. Dans les autres continents, il est fréquent que les auxiliaires de l'évêque catholique ne portent pas le titre de chanoines et soient soumis à d'autres règles que celles régissant les chapitres de chanoines.
Les églises luthériennes ont conservé ces assemblées à quelques modifications près (le chapitre de l'église Saint-Thomas de Strasbourg était passé au luthéranisme dès 1524). Les chanoines luthériens du chapitre de Saint-Thomas sont des laïcs.
L'anglicanisme a également conservé cette institution dans ses propres cathédrales. 
On a donné également le nom de chapitre à certains monastères de femmes (historiquement, souvent issues de familles nobles), les chanoinesses, qui étaient tenues à une certaine vie communautaire non cloîtrée ainsi qu'à la récitation des heures canoniales. Il a existé également en Europe des chapitres nobles de chanoines séculiers.
Le Code de 1917 traitait des chapitres de chanoines aux canons 391-422, livre II, 1re partie, section 1, titre 8, chapitre 5e, soit 31 canons ; le nouveau Code de 1983 en traite aux canons 503-510, au livre II, 2e partie, section 2, titre 3, chapitre 4, soit 7 canons seulement.
Le chapitre (du latin : capitulum) accomplit les fonctions liturgiques les plus solennelles dans son église ; en outre, il revient au chapitre cathédral de remplir certaines  fonctions qui lui sont confiées par le droit ou par l'évêque diocésain.
L'érection, la modification ou la suppression d'un chapitre cathédral sont réservées au Siège apostolique. Avant le Code de droit canonique de 1983, les mêmes règles s'appliquaient en ces matières aux chapitres collégiaux.

## Histoire
Si le terme chapitre est relativement récent, ce qu'il désigne est fort ancien dans l'Église. Depuis toujours, le clergé, celui de la cité épiscopale notamment, car pendant assez longtemps il n'y eut guère que celui-là, se réunissait de jour et de nuit à l'église pour chanter la laus divina, la louange divine. Depuis toujours également, les chefs des diocèses se sont munis de l'avis de leur clergé, surtout du clergé de la cité épiscopale, le plus proche, pour les affaires de leur église.
Au IXe siècle, il n'y a pas encore de chapitre au sens moderne du terme puisque c'est généralement tout le clergé de la cité épiscopale qui est appelé à collaborer avec l'évêque dans les affaires importantes du diocèse. L'institution se dessine plus nettement à cette époque ; lors des conciles d’Aix-la-Chapelle (Septembre 816, 817, 818, 819), la vie monastique est réformée selon les préceptes de Benoît d'Aniane : au siège épiscopal est adjoint un collège de chanoines qui réside dans un cloître attenant à la cathédrale, dans le respect des règles de vies monastiques. La règle bénédictine est généralisée à partir du concile de 818, et il faut même rappeler aux clercs, qui se comportent en laïcs, la discipline canonique. Le clergé de l'église cathédrale joue dès lors un rôle plus actif pendant la vacance du siège épiscopal et dans l'élection de l'évêque. Il finira par s'attribuer le monopole de cette élection et va exercer des pouvoirs nouveaux que le droit finira par lui reconnaître. Ainsi, par exemple, l'archidiacre et les canonici de l'Église de Reims font ordonner des clercs pendant la vacance de leur Église. Loup, évêque de Chalons, inquiété pour cette ordination de sujets étrangers (les anciens canons étaient très sévères sur ce point), se justifie en alléguant du fait qu'il a reçu du roi l'ordre d'accomplir les fonctions épiscopales dans la métropole vacante de Reims et que l'archidiacre et les chanoines lui ont demandé de conférer la prêtrise au diacre Haldouin.
Le terme chapitre, entendu dans le sens de collège des clercs, semble avoir été employé pour la première fois au Xe siècle par un   archevêque de Sens, Galterus, mort en 953. Galterus ordonne aux capitula saecularia personarum, maxime cathedralium de se réunir, afin de régler ce qui concerne l'office divin qu'ils doivent célébrer de jour et de nuit dans leurs églises. Il faudra attendre le XIIe siècle pour lire ce mot de chapitre dans les documents pontificaux. Les papes du XIe siècle s'adressent aux clericis, au clero au dilectis canonicis des églises, mais ne paraissent pas avoir écrit aux capituli.
C'est surtout lors de la vacance du siège épiscopal que l'institution capitulaire va émerger. Le rôle du clergé de la ville épiscopale, puis de celui de l'Église cathédrale, va devenir de jour en jour prépondérant dans les élections épiscopales, jusqu'à devenir exclusif, alors que, pendant de longs siècles, elles avaient été faites pas le clerus et le populus du diocèse. À partir du XIe siècle, les clercs des campagnes interviennent de moins en moins dans ces élections, soit à cause de l'insécurité des communications, soit surtout peut-être parce que le clergé rural, devenu vassal d'un grand seigneur, laïque ou ecclésiastique, se désintéresse davantage du choix de son chef spirituel.
Au XIe siècle également, l'élément laïque du corps électoral n'est plus constitué que des seuls nobles et des vassaux laïques, leur participation se limitant même à un rôle de conseil, consilium, bien distinct de l'electio qui appartient au clergé. Dans les élections épiscopales, le rôle du peuple ne se borne plus qu'à approuver le choix du clergé. Dans la seconde moitié du XIIe siècle et au début du XIIIe, l'autorité pontificale va interdire la participation des laïques aux élections épiscopales.

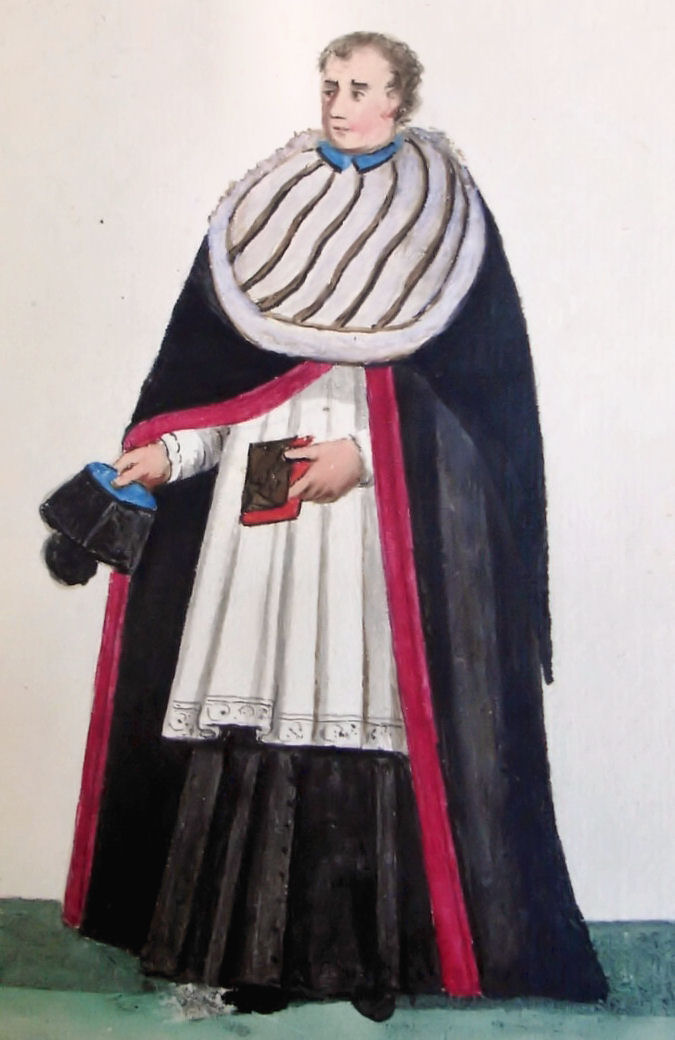
Chanoine en chape chorale.

C'est ce rôle de plus en plus prépondérant du clergé de l'église cathédrale qui va expliquer au moins partiellement la modification profonde qui s'opère dans la composition des chapitres. Jusque-là, tous les clercs des églises cathédrales -comme des collégiales- avaient stallum in choro et vocem in capitulo. Seuls les clercs dans les ordres sacrés auront désormais ces deux prérogatives essentielles.
Outre les chanoines stricto sensu, on voit dans les églises cathédrales, dès le XIIe siècle, des « dignités », des « personnats », des « offices » et des « bénéfices de rang inférieur ». Les dignités, pourvues originellement d'un pouvoir de juridiction au for externe, bien que ne faisant pas, à l'origine, partie du chapitre lui-même ont peu à peu sollicité leur admission en son sein, en raison de son rôle de plus en plus considérable et finalement unique dans les élections épiscopales. Elles ont alors conservé la préséance qu'elles avaient auparavant sur les chanoines. Le personat était, au sens strict, une charge d'ordre temporel exercée au nom du chapitre. Au début du XIIe siècle, on vit aussi apparaître dans les chapitres divers offices, tels le théologal et le pénitencier. Une décrétale de Grégoire IX traite des clercs de rang inférieur, qu'il nomme les assisi. Ces assisi, appelés mansionarii, matriculari ou habituati dans certaines églises, ne sont pas chanoines. Ils ne sont pas convoqués aux assemblées capitulaires et n'ont donc pas voix au chapitre. En revanche, ils sont tenus d'assister à l'office divin et de célébrer à leur tour la messe capitulaire. 
L'entretien des chanoines était assuré par la prébende dont ils étaient pourvus, conséquence de la division des biens ecclésiastiques et de l'attribution d'une partie de ces biens aux membres du clergé. Tous les ordres sacrés étant représentés dans les églises, notamment dans les églises cathédrales et collégiales, il y eut dans les chapitres des prébendes presbytérales, des prébendes diaconales et des prébendes de sous-diacres, distinctes, qui expliquent les divisions des chapitres en « ordres » qui ont parfois subsisté jusqu'à une époque récente. Certaines prébendes pouvaient également être octroyées à des bénéficiers de rang inférieur, qui assistaient les chanoines, voire à des laïques.
La France, à la fin du XVIIIe siècle, comptait 655 chapitres, dont 129 cathédraux, regroupant environ 12 000 chanoines. Ils étaient largement concentrés dans le Sud-Est. Certains d'entre eux pouvaient être très riches par leur patrimoine et leurs revenus, essentiellement dans le Nord.  Le grand chapitre cathédral de Strasbourg était par ailleurs considéré par le Roi Louis XVI comme le plus « illustre de la France et de l'Allemagne » . La Révolution supprima les chapitres collégiaux, le 21 août 1790, et vendit leurs biens.

## Fonctions
Les chapitres, qu'ils soient collégiaux ou cathédraux, ont une fin commune : la solennité du culte divin par le chant de la messe conventuelle et la psalmodie des heures canoniales.
Sous l'ancien droit, le chapitre cathédral jouait un rôle important dans le gouvernement du diocèse. Considéré comme le sénat et le conseil de l'évêque, son avis ou son consentement étaient nécessaires pour de nombreux actes d'administration. Ces fonctions sont aujourd'hui dévolues au Conseil presbytéral et au Conseil pour les affaires économiques.
De même, c'est le chapitre cathédral qui suppléait à la vacance du siège épiscopal. Il élisait, après éventuellement huit jours de gouvernement collégial des chanoines, un « vicaire capitulaire » pour l'assurer à sa place et dont les fonctions, sauf dispositions locales particulières, sont désormais assurées par un « administrateur diocésain » élu par le Collège des consulteurs.
Les chapitres sont doués de la personnalité juridique en droit canonique. À ce titre de personne juridique publique de droit ecclésiastique, ils peuvent posséder des biens temporels, corporels ou incorporels, meubles et immeubles, et peuvent ester en justice devant un tribunal ecclésiastique. C'est normalement le président qui représente le chapitre.

## Composition
Depuis le code de droit canonique de 1983, le chapitre des chanoines, est « le collège de prêtres auquel il revient d’accomplir les fonctions liturgiques plus solennelles dans l’église cathédrale ou collégiale. » ainsi que d'autres fonctions qui peuvent lui être assignées par le droit ou l'évêque.
Sous le régime du code de 1917, les chapitres étaient nécessairement composés de « dignités », et de chanoines.

### Dignités
À l'origine, les fonctions qui furent plus tard élevées au rang de dignité étaient des charges d'ordre temporel confiées même à des laïques ou à des personnes extérieures au chapitre et qui étaient exercées en son nom. C'est pour cette raison qu'avant le code de 1917, les dignitaires n'étaient pas nécessairement de gremio capituli. Ils ne faisaient pas partie du chapitre proprement dit. Plus tard, les dignités, qui avaient préséance sur le chapitre, étaient ceux qui avaient l'administration des affaires ecclésiastiques avec un pouvoir de juridiction au for externe. De droit commun, il n'y avait que deux dignités : l'archidiacre et l'archiprêtre. Depuis longtemps, les dignitaires avaient perdu tout pouvoir de juridiction au for externe contentieux, mais le titre de dignité a été maintenu pour désigner les titres bénéficiaux auxquels étaient jadis attachés une telle juridiction.
Les chartes de fondation des chapitres ou la coutume pouvaient aussi attacher ce titre à des offices qui normalement ne l'avaient pas, comme le doyen (en latin decanus), le prévôt, l'ecclésiarque (qui veillait à l'entretien de l'église), l'écolâtre (qui dirigeait l'école attachée à la cathédrale), le grand chantre, le lecteur ou le trésorier. À l'inverse, certains chapitres ne considéraient pas comme dignité l'archidiacre ou l'archiprêtre.
La collation des dignités était réservée au Siège apostolique. 
Il revenait aux dignitaires : 
- de suppléer à l’évêque empêché dans la célébration des cérémonies sacrées aux fêtes les plus solennelles de l’année ;
- quand l’évêque célébrait pontificalement, de lui offrir l’eau bénite à l’entrée de l’église et de remplir l’office de prêtre assistant ;
- d’administrer les sacrements à l’évêque malade et, après sa mort, de célébrer ses funérailles ;
- de convoquer le chapitre, de le présider et d’ordonner ce qui regarde la direction du chœur, à condition que le dignitaire appartienne au chapitre.

### Personnats
Les chapitres des églises cathédrales comptaient jadis des « personnats », fonction intermédiaire entre dignités et chanoines, qui avaient à l'origine l'administration temporelle mais sans le pouvoir de juridiction au for externe.

### Offices
L'office est une fonction qui ne confère pas de prérogative au chœur ou à l'assemblée capitulaire autre que celle de l'ordre propre de celui qui la détient. Leur nombre et leurs titres étaient variables selon les chapitres. Seuls les offices de pénitencier (toujours obligatoire de nos jours) et de théologal étaient prescrits par le droit.

#### Chanoine théologal
- Le chanoine théologal, dont l'office a été institué par le troisième concile du Latran en 1179 pour instruire les clercs de son église et les enfants pauvres, avait pour rôle de donner, dans l'église cathédrale ou collégiale, des leçons publiques d'Écriture sainte. L'évêque pouvait également lui imposer d'enseigner d'autres matières de la doctrine catholique, par exemple le dogme ou la morale.

#### Chanoine pénitencier
- Le chanoine pénitencier a été établi par le quatrième concile du Latran, en 1215, pour le ministère de la prédication, l'audition des confessions et l'« injonction » des pénitents. Cet office est toujours obligatoire dans les chapitres cathédraux, possède en vertu de cet office la faculté ordinaire, qu'il ne peut pas déléguer à d'autres, d'absoudre au for sacramentel des censures latae sententiae non déclarées et non réservées au Siège apostolique.

#### Vicaire du chapitre
- Le vicaire du chapitre ou vicaire-curé assurait, au nom du chapitre, la charge d'une paroisse qui était éventuellement unie à ce chapitre. Dans ce cas, c'est le chapitre, en tant que personne juridique, qui était curé. Depuis le code de 1983, une personne juridique ne peut plus normalement être curé, cette charge ne pouvant être confiée qu'à une personne physique.

D’autres offices peuvent être confiés à des clercs qui n’appartiennent pas au chapitre et aident ainsi les chanoines selon les statuts capitulaires.

### Chanoines
Les chanoines sont l'élément essentiel du chapitre. Comme pour toute personne juridique, il en faut au moins trois pour le constituer,. Un chanoine, de nos jours élu par ses pairs et confirmé par l'évêque diocésain, le préside. Selon la charte de fondation, ce président porte souvent, en France, le titre de doyen, de prévôt ou de primicier.
Les canonicats sont conférés par l'évêque diocésain après qu'il a entendu le chapitre. Avant le code de 1917, certains chapitres pouvaient collationner les canonicats, soit de leur propre chef, soit simultanément avec l'évêque.
Avant leur installation, les chanoines sont tenus d'émettre la profession de foi selon la formule prévue par le Siège apostolique. Cette installation, ou prise de possession, obligatoire, se déroule selon un cérémonial propre à chaque chapitre.
Les chanoines sont également tenus à l'office choral, qui comprend deux éléments : la psalmodie des heures canoniales et le chant de la messe conventuelle. Autrefois, cette obligation collective atteignait tous ceux qui, dans un chapitre, avaient un bénéfice choral. Ils étaient tenus de participer chaque jour à l'office entier, sous peine de ne pas percevoir leurs revenus. La messe capitulaire était chantée quotidiennement en forme solennelle, avec diacre et sous-diacre.
Les chapitres doivent se réunir pour délibérer de leurs affaires. Par le passé, on traitait notamment de l'administration des biens et des obligations à l'égard de l'église du chapitre. Les assemblées capitulaires se tenaient dans cette église et la participation à ces réunions était un devoir de chaque membre ayant doit de suffrage. Les assemblées ordinaires avaient lieu à des dates déterminées. Les assemblées extraordinaires pouvaient être convoquées par l'évêque, s'il avait besoin de solliciter l'avis ou le consentement du chapitre pour l'administration de son diocèse, par le président, quelque nom qu'il portât, du chapitre, soit même, en cas de négligence, d'empêchement ou de mauvaise volonté du président, par la majorité des chanoines. Les décisions étaient valables lorsqu'elles réunissaient plus de la moitié des membres présents à l'assemblée, même s'ils n'étaient que la minorité du chapitre.

### Chanoinesad honorem
Les chanoines honoraires ou ad honorem ne sont pas de gremio capituli. Ils portent des insignes souvent semblables à ceux concédés aux chanoines titulaires, ont une stalle au chœur et possèdent certains privilèges honorifiques, mais ils n'ont pas « voix au chapitre », c'est-à-dire qu'ils ne peuvent pas participer aux délibérations des assemblées capitulaires.

### Bénéficiers
Un chapitre peut également s'adjoindre des bénéficiers de rang inférieur, des mansionarii, qui sont les auxiliaires des chanoines. Comme les chanoines honoraires, ils ne font pas partie du chapitre proprement dit et n'ont donc pas voix de suffrage aux assemblées capitulaires. Leur costume de chœur diffère de celui des chanoines.

## Habit canonial

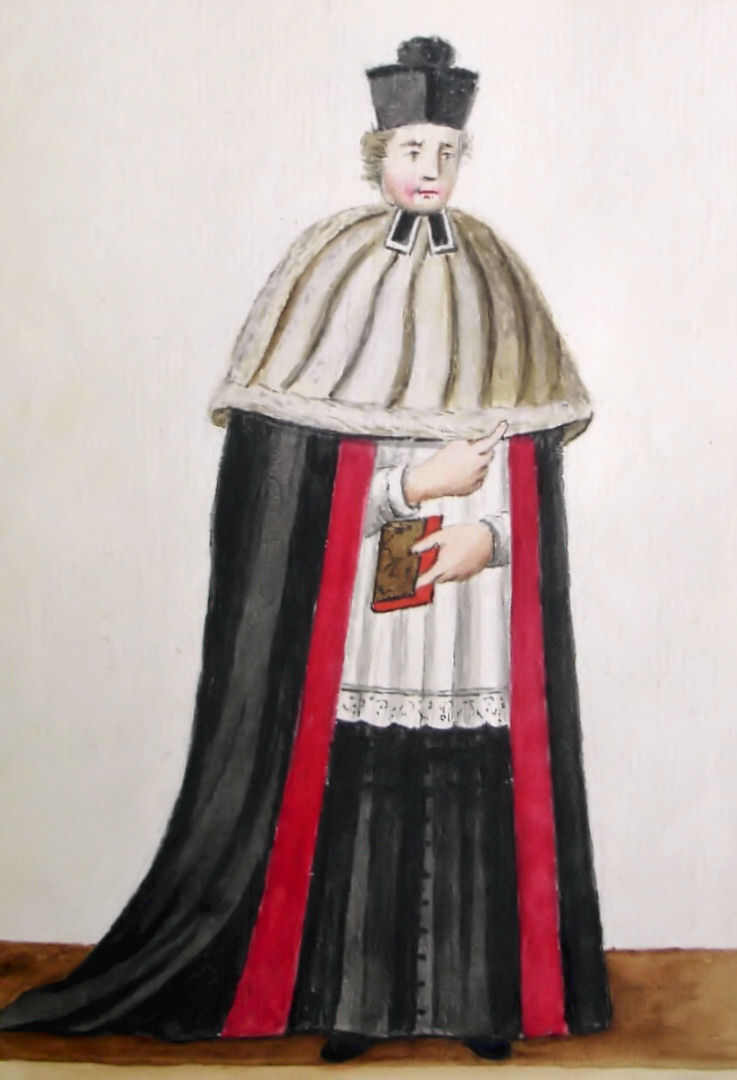
Chanoine en habit de chœur, XIXe siècle.

D'assez bonne heure, les clercs des églises cathédrales ont revêtu au chœur, pour l'office divin, un habit distinct de celui des autres membres du clergé. En 968, le pape Jean XIII permit à l'évêque de Magdebourg d'avoir dans son église cathédrale, comme il y en a à Rome « douze prêtres, sept diacres et vingt-quatre sous-diacres cardinaux qui utiliseront des sandales » liturgiques. En 1051, Léon IX accorde à l'église Saint-Étienne de Besançon sept prêtres cardinales qui auront le droit de porter la dalmatique sous la chasuble pendant la messe ; à l'occasion de certaines fêtes, le prêtre célébrant, le diacre et le sous-diacre pourront porter les sandales et la mitre. 
C'est le concile de Cologne, en 1260, qui prescrira aux chanoines de porter un habit de chœur canonial Le concile de Lavaur, en 1368 imposera aux abbés, prieurs, doyens et chanoines des églises cathédrales et collégiales, séculières ou régulières, de porter des chapes chorales noires dans leurs églises et leurs cloîtres, à l'office divin et aux processions, de la fête de tous les saints au Samedi de Pâques, sauf aux jours où ils doivent utiliser des chapes de soie. Par la suite, la bulle d'érection des chapitres ou un indult apostolique détermina le vêtement et les insignes que devaient porter les dignités, les chanoines et les bénéficiers des divers chapitres. Ce furent habituellement la mozette, la cappa magna, l'anneau, parfois la croix pectorale (uniquement sur l'habit canonial complet) et même la mitre.
Le port de l'habit de chœur et des insignes canoniaux n'était pas seulement un honneur et droit, mais une obligation stricte. Les dignités, les chanoines et les bénéficiers qui n'étaient pas revêtus aux chœur de ceux que leur attribuait la bulle d'érection du chapitre ou un indult étaient considérés comme absents et encouraient les peines qui frappaient les absents, notamment la perte des revenus de la prébende. Seuls les chanoines revêtus de la dignité épiscopale étaient exempts de ces prescriptions.
Ceux qui ont droit aux insignes canoniaux peuvent s'en revêtir partout sur le territoire du diocèse auquel appartient leur chapitre. En dehors de ce territoire, il ne le peuvent que lorsqu'ils accompagnent leur évêque, ou s'ils représentent cet évêque ou leur chapitre dans les conciles ou une autre solennité. En France, cette interdiction du droit a toujours été peu suivie.

### Sources
- Code de droit canonique de 1917
- Code de droit canonique de 1983
- Raoul Naz, Dictionnaire de droit canonique, Paris, 1942